# جينز

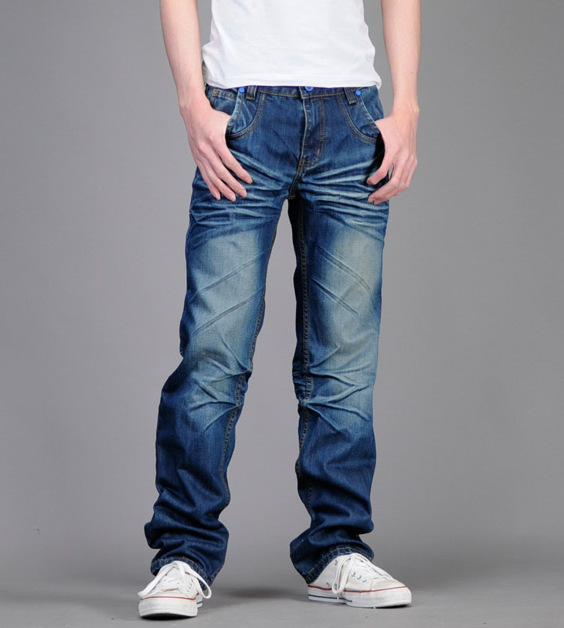
رجل يرتدي جِنز أزرق.

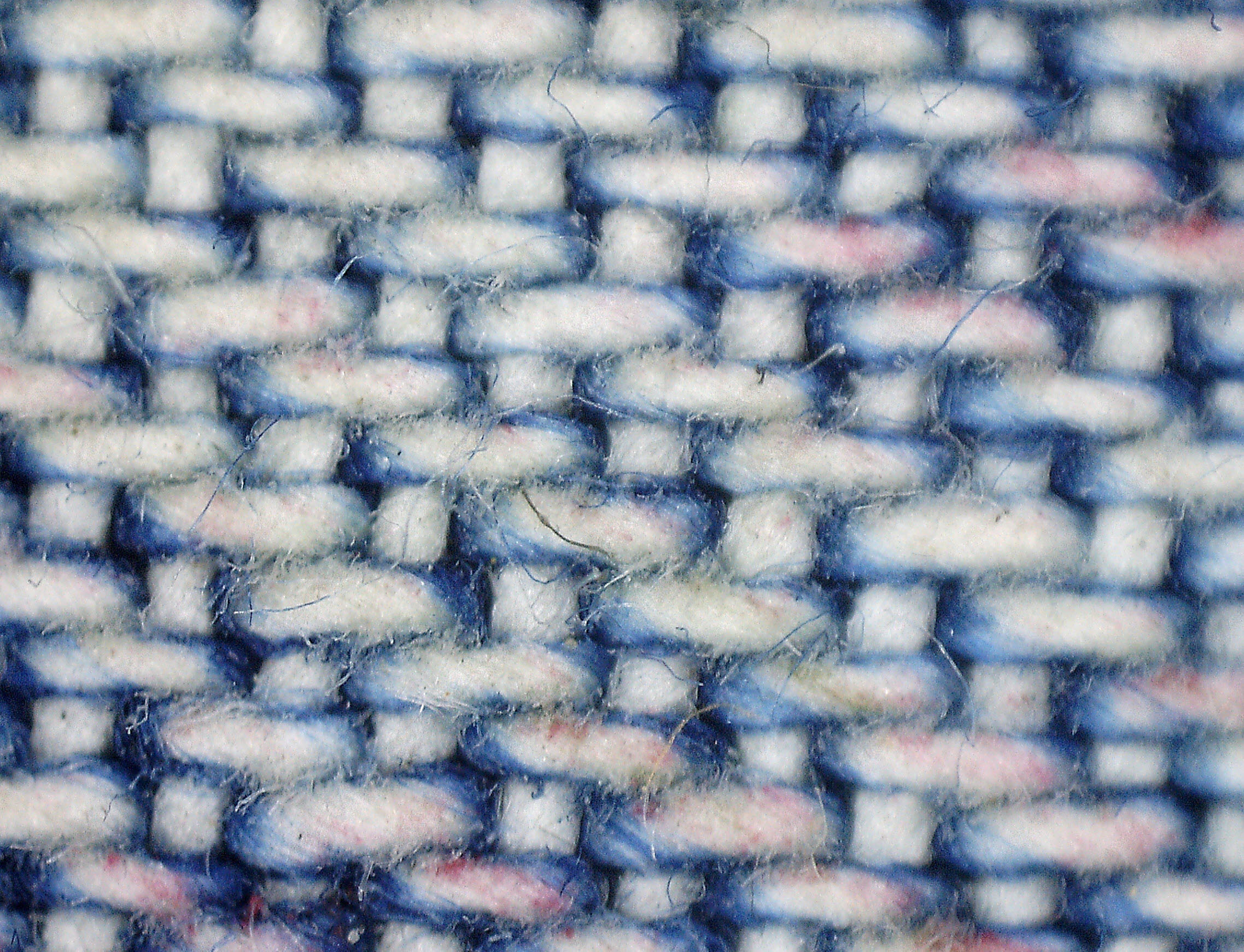
صورة مجهرية لقماش جِنز باهت.

الجينز أو الجِنْز أو الجِينيّ (بالإنجليزية: Jeans) هو نوع من البناطيل، وعادة يصنع من الدنيم أو الدنغري. في كثير من الأحيان مصطلح «الجنز» يشير إلى نمط معين من البناطيل الزرقاء، اخترعت من قبل يعقوب جورج ديفيس في شراكة مع ليفي ستروس عام 1871.

## التاريخ
توصل الباحثون إلى أن أصل كلمة جنز أتى من مدينتي جنوة الإيطالية ونيم الفرنسية، وأخذت من الكلمة الفرنسية Gênes التي تعني جنوة. حاول سكان نيم إعادة صنع النسيج لكنهم بدلاً منه توصلوا إلى الدنيم، وهي عبارة مأخوذة من (de Nîmes) وتعني (من نيم).
استخدمت مدينة جنوة الجِنز في أزياء عسكرها، من أجل الرغبة في استخدام نسيج يمكن ارتدائه رطباً أو جافاً. أثناء القرن ال17، كان الجِنز مادة أساسية في الطبقة العاملة في شمال إيطاليا. ويمكن ملاحظة الأزياء في تلك الفترة من خلال سلسلة الرسومات التي ظهرت في ذلك الوقت.

## الجيب الصغير
للجيب الصغير سبب قديم، كان رعاة البقر الأمريكيون يعلقون فيه ساعاتهم، وظلت شركات الجِنز تضغ الجيب الصغير حتى بعد انقطاع استعمال تلك الساعات.

## وصلات خارجية
- كيف غزا الجِنز العالم؟ بي بي سي عربي، 1 مارس 2012
- الجِنز رمز لتمرد الشباب قناة الآن، 10 مارس 2012